# Lista över kanadensiska filmer
Detta är en lista över filmer som produceras i Kanada och sorterad efter året och datumet filmen släpptes.

## Innan 1910
| 1897                  |             |             |  |  |
| Ten Years in Manitoba | James Freer | James Freer |  |  |

## 1910- och 1920-talen
| 1919                  |                |               |  |  |
| Back to God's Country | David Hartford | Nell Shipman  |  |  |
| 1920                  |                |               |  |  |
| The Great Shadow      |                |               |  |  |
| 1922                  |                |               |  |  |
| Big Timber            | John W. Noble  |               |  |  |
| 1924                  |                |               |  |  |
| Blue Water            | David Hartford | Norma Shearer |  |  |

## 1930-talet
| 1930               |                 |  |  |                         |
| Yamekraw           | Murray Roth     |  |  |                         |
| 1931               |                 |  |  |                         |
| '                  |                 |  |  |                         |
| 1932               |                 |  |  |                         |
| '                  |                 |  |  |                         |
| 1933               |                 |  |  |                         |
| '                  |                 |  |  |                         |
| 1934               |                 |  |  |                         |
| Bosom Friends      |                 |  |  | Nominerad till en Oscar |
| 1935               |                 |  |  |                         |
| '                  |                 |  |  |                         |
| 1936               |                 |  |  |                         |
| La Maison en ordre | Gordon Sparling |  |  |                         |
| 1937               |                 |  |  |                         |
| '                  |                 |  |  |                         |
| 1938               |                 |  |  |                         |
| The Kinsmen        | Gordon Sparling |  |  |                         |
| 1939               |                 |  |  |                         |
| '                  |                 |  |  |                         |

## 1940-talet
| 1940                 |                |  |            |                                                       |
| '                    |                |  |            |                                                       |
| 1941                 |                |  |            |                                                       |
| Churchill's Island   | Stuart Legg    |  | Dokumentär | Första vinnare av en Oscar för bästa korta dokumentär |
| 1942                 |                |  |            |                                                       |
| '                    |                |  |            |                                                       |
| 1943                 |                |  |            |                                                       |
| Banshees Over Canada | James Beverage |  | Dokumentär | Propagandafilm                                        |
| Fighting Norway      | Sydney Newman  |  | Dokumentär | Propagandafilm                                        |
| 1944                 |                |  |            |                                                       |
| '                    |                |  |            |                                                       |
| 1945                 |                |  |            |                                                       |
| '                    |                |  |            |                                                       |
| 1946                 |                |  |            |                                                       |
| '                    |                |  |            |                                                       |
| 1947                 |                |  |            |                                                       |
| Bush Pilot           |                |  |            |                                                       |
| 1948                 |                |  |            |                                                       |
| '                    |                |  |            |                                                       |
| 1949                 |                |  |            |                                                       |
| Begone Dull Care     | Norman McLaren |  |            | Visuell musikpresentation av Oscar Peterson           |

## 1950-talet
| 1950             |                              |                                  |                |                                                |
| '                |                              |                                  |                |                                                |
| 1951             |                              |                                  |                |                                                |
| Around Is Around | Norman McLaren               |                                  | Kort animation | Vann ett speciellt pris                        |
| 1952             |                              |                                  |                |                                                |
| Neighbours       | Norman McLaren               | Grant Munro, Jean Paul Ladouceur | Pixilation     | Vinnare av en Oscar                            |
| 1953             |                              |                                  |                |                                                |
| '                |                              |                                  |                |                                                |
| 1954             |                              |                                  |                |                                                |
| '                |                              |                                  |                |                                                |
| 1955             |                              |                                  |                |                                                |
| '                |                              |                                  |                |                                                |
| 1956             |                              |                                  |                |                                                |
| '                |                              |                                  |                |                                                |
| 1957             |                              |                                  |                |                                                |
| A Chairy Tale    | Norman McLaren, Claude Jutra | Claude Jutra                     | Pixilation     | Nominerad till en Oscar                        |
| City of Gold     | Colin Low, Wolf Koenig       |                                  | Dokumentär     | Guldrushen i Klondike, nominerad till en Oscar |
| 1958             |                              |                                  |                |                                                |
| '                |                              |                                  |                |                                                |
| 1959             |                              |                                  |                |                                                |
| '                |                              |                                  |                |                                                |

## 1960-talet
| 1960                                  |                                       | |                         |                                                        |
| Universe                              | Roman Kroitor, Colin Low              | | Dokumentär              | Större inflytande för 2001 – Ett rymdäventyr           |
| 1961                                  |                                       | |                         |                                                        |
| Macbeth                               | Paul Almond                           | Sean Connery |                         |                                                        |
| Very Nice, Very Nice                  | Arthur Lipsett                        | | Experimentell           | Nominerad till en Oscar                                |
| 1962                                  |                                       | |                         |                                                        |
| Alexander Galt: The Stubborn Idealist | Julian Biggs                          | |                         |                                                        |
| Lonely Boy                            | Roman Kroitor                         | | Dokumentär              | Cinéma vérité-klassiker på Paul Anka                   |
| 1963                                  |                                       | |                         |                                                        |
| Amanita Pestilens                     | René Bonnière                         | Jacques Labrecque Huguette Oligny Geneviève Bujold | Drama                   | Första kanadensiska spelfilm med färg                  |
| For Those Who Will Follow             |                                       | | Dokumentär              | Visades direkt i Filmfestivalen i Cannes 1963          |
| 1964                                  |                                       | |                         |                                                        |
| 21-87                                 | Arthur Lipsett                        | | Experimentell           | Stort inflytande på George Lucas                       |
| Canon                                 |                                       | |                         |                                                        |
| Le Chat dans le sac                   | Gilles Groulx                         | Claude Houdhout |                         |                                                        |
| Nobody Waved Goodbye                  | Don Owen                              | Peter Kastner, Julie Biggs, Claude Rae, Toby Tarnow, Charmion King, Ron Taylor, Bob Hill, Jack Beer, John Sullivan, Lynne Gorman, Ivor Barry, Sharon Bonin, Norman Ettlinger, John Vernon |                         | AV Trust "Masterwork"                                  |
| 1965                                  |                                       | |                         |                                                        |
| The Railrodder                        | Gerald Potterton                      | Buster Keaton |                         | Keaton sista filmroll                                  |
| Winter Kept Us Warm                   | David Secter                          | John Labow, Henry Tarvainen, Joy Fielding, Janet Amos, Iain Ewing, Jack Messinger, Larry Greenspan, Sol Mandelsohn, George R. Appleby                                                     |                         |                                                        |
| 1966                                  |                                       | |                         |                                                        |
| Le roi de cœur                        |                                       | |                         |                                                        |
| 1967                                  |                                       | |                         |                                                        |
| Wavelength                            | Michael Snow                          | Hollis Frampton, Joyce Weiland | Strukturell film        | AV Preservation Trust Masterwork                       |
| In the Labyrinth                      | Roman Kroitor Colin Low Hugh O'Connor | | Multiskärm              | Stor attraktionskraft på Expo 67 föregångare till IMAX |
| From the Drain                        | David Cronenberg                      | |                         |                                                        |
| Warrendale                            | Allan King                            | | Dokumentär              | Vinnare av Canadian Film Award                         |
| 1968                                  |                                       | |                         |                                                        |
| The Rise and Fall of the Great Lakes  | Bill Mason                            | | Utbildningsfilm, Komedi | Vinnare av BAFTA                                       |
| 1969                                  |                                       | |                         |                                                        |
| Don't Let the Angels Fall             | George Kaczender                      | |                         | Visades direkt i Filmfestivalen i Cannes 1969          |

## 1970-talet
| 1970                                               |                     |                                            |                  |                                                                     |
| Crimes of the Future                               | David Cronenberg    | Ronald Mlodzik                             |                  |                                                                     |
| Goin' Down the Road                                | Donald Shebib       | Doug McGrath, Paul Bradley, Jayne Eastwood |                  | AV Trust "Masterwork"                                               |
| The Hart of London                                 | Jack Chambers       |                                            | Experimentell    |                                                                     |
| 1971                                               |                     |                                            |                  |                                                                     |
| Fleur bleue (The Apprentice)                       | Larry Kent          | Susan Sarandon                             | Komedi           | Flerspråkig film                                                    |
| Fortune and Men's Eyes                             | Harvey Hart         | Wendell Burton, Michael Greer, Zooey Hall  |                  | Baserad på en prisbelönad film Kontroversiell syn på homosexualitet |
| Mon oncle Antoine                                  | Claude Jutra        |                                            |                  | Röstad som den största kanadensiska film någonsin                   |
| 1972                                               |                     |                                            |                  |                                                                     |
| A Fan's Notes                                      | Eric Till           |                                            |                  | Visades direkt i Filmfestivalen i Cannes 1972                       |
| 1973                                               |                     |                                            |                  |                                                                     |
| Cannibal Girls                                     | Ivan Reitman        | Eugene Levy                                | Skräckfilm       | Reitmans tredje film                                                |
| The Death of a Lumberjack                          | Gilles Carle        |                                            |                  | Visades i Filmfestivalen i Cannes 1973                              |
| 1974                                               |                     |                                            |                  |                                                                     |
| The Apprenticeship of Duddy Kravitz                | Ted Kotcheff        | Richard Dreyfuss                           |                  | Baserad på Mordecai Richlers roman Vinnare av en Golden Bear        |
| Stilla natt, blodiga natt                          | Bob Clark           | Olivia Hussey                              |                  |                                                                     |
| Orders                                             | Michel Brault       | Jean Lapointe                              | Historiskt drama | Vinanre på Filmfestivalen i Cannes                                  |
| Once Upon a Time in the East                       | André Brassard      |                                            |                  | Visades på Filmfestivalen i Cannes 1974                             |
| 1975                                               |                     |                                            |                  |                                                                     |
| Christmas Two Step                                 |                     |                                            |                  |                                                                     |
| Duo/Duel                                           |                     |                                            | Animation        |                                                                     |
| Jacques Brel Is Alive and Well and Living in Paris | Denis Héroux        | Mort Shuman, Elly Stone, Joe Masiell       | Musikal          |                                                                     |
| Lies My Father Told Me                             | Ján Kadár           |                                            |                  | Golden Globe for Best Foreign Film                                  |
| Le Soleil a pas d'chance                           | Robert Favreau      |                                            |                  |                                                                     |
| Shivers                                            | David Cronenberg    |                                            |                  |                                                                     |
| 1976                                               |                     |                                            |                  |                                                                     |
| The Clown Murders                                  | Martyn Burke        | John Candy                                 | Skräck           |                                                                     |
| Shoot                                              | Harvey Hart         |                                            |                  |                                                                     |
| 1977                                               |                     |                                            |                  |                                                                     |
| J.A. Martin Photographer                           | Jean Beaudin        |                                            |                  | Visades på Filmfestivalen i Cannes 1977                             |
| 1978                                               |                     |                                            |                  |                                                                     |
| '                                                  |                     |                                            |                  |                                                                     |
| 1979                                               |                     |                                            |                  |                                                                     |
| The Changeling                                     | Peter Medak         |                                            |                  | Genie Award for Best Motion Picture                                 |
| City on Fire                                       | Alvin Rakoff        |                                            |                  |                                                                     |
| H. G. Wells' The Shape of Things to Come           | George McCowan      | Barry Morse                                |                  |                                                                     |
| Meatballs                                          | Ivan Reitman        | Bill Murray                                | Comedy           |                                                                     |
| A Scream from Silence                              | Anne Claire Poirier |                                            |                  | Visades på Filmfestivalen i Cannes 1979                             |

## 1980-talet
- Lista över kanadensiska filmer från 1980-talet

## 1990-talet
- Lista över kanadensiska filmer från 1990-talet

## 2000-talet
- Lista över kanadensiska filmer från 2000-talet